# Ein Traum vom Glück
Ein Traum vom Glück é um filme mudo alemão dirigido por Paul L. Stein. Lançado em 1924, foi protagonizado por Harry Liedtke, Ferdinand von Alten e Uschi Elleot.